# Креч, Роман Сергеевич
Роман Сергеевич Креч — казахстанский конькобежец-спринтер, участник Олимпийских игр 2010 и 2014 годов.

## Биография
Участвовал на чемпионатах мира среди юниоров в 2008 и 2009 годах. В 2009 году стал 3-м на 1000 м и 2-м на 1500 м.
В Кубке мира дебютировал в сезоне 2008/2009.
На Олимпийских играх 2010 года в Ванкувере выступал на двух дистанциях, стал 34-м на 500 и 28-м 1000 метров.
В 2014 году на Играх в Сочи занял 7-е место на дистанции 500 метров и 13-е место на дистанции 1000 метров.